# 2018-as junior női kézilabda-világbajnokság
A 2018-as junior női kézilabda-világbajnokság a 21. kiírása a korosztályos tornának, amelyet a Nemzetközi Kézilabda-szövetség szervezésében Magyarországon, Debrecenben rendeztek 2018. július 1-je és július 14-e között. A világbajnokságot a magyar válogatott nyerte, története során először.

## Helyszínek
A mérkőzéseknek két arénában Debrecen adott otthont.
- Főnix Csarnok (6500)
- Hódos Imre Sportcsarnok (1500)

## Részt vevő csapatok
| Torna                                             | Kvóta | Nemzetek |
| ------------------------------------------------- | ----- | --- |
| Rendező                                           | 1     | Magyarország |
| 2016-os junior világbajnokság                     | 1     | Oroszország |
| 2017-es junior Ázsia-bajnokság                    | 3     | Dél-Korea · Kína · Japán |
| 2017-es U19-es Európa-bajnokság                   | 2     | Dánia · Franciaország |
| 2017-es Afrika-kupa                               | 3     | Angola · Egyiptom · Elefántcsontpart |
| 2018-as junior női kézilabda-Pánamerika-bajnokság | 3     | Brazília · Chile · Paraguay |
| Európai selejtezők                                | 11    | Horvátország · Németország · Izland · Montenegró · Hollandia · Portugália · Románia · Szlovénia · Spanyolország · Svédország · Norvégia |

### A magyar válogatott
A magyar válogatott 18 fős kerete:

| #  | Név               | Klub                       | Poszt      |
| -- | ----------------- | -------------------------- | ---------- |
| 1  | Binó Boglárka     | Győri Audi ETO KC          | kapus      |
| 2  | Faluvégi Dorottya | Ferencvárosi TC            | jobbszélső |
| 3  | Kuti Bettina      | MTK Budapest               | jobbszélső |
| 4  | Klujber Katrin    | Dunaújváros                | jobbátlövő |
| 6  | Pénzes Laura      | DVSC-TVP                   | jobbátlövő |
| 7  | Lakatos Rita      | Ipress Center–Vác          | irányító   |
| 8  | Szabó Kitti       | Nemzeti Kézilabda Akadémia | irányító   |
| 10 | Giriczi Laura     | EUbility Group Békéscsaba  | beálló     |
| 11 | Pásztor Noémi     | Budaörs Handball           | beálló     |
| 13 | Tóvizi Petra      | DVSC-TVP                   | beálló     |
| 14 | Háfra Noémi       | Ferencvárosi TC            | balátlövő  |
| 15 | Hornyák Bernadett | Ipress Center–Vác          | balátlövő  |
| 16 | Horváth Laura     | Nemzeti Kézilabda Akadémia | balátlövő  |
| 17 | Kácsor Gréta      | Ipress Center–Vác          | balátlövő  |
| 18 | Fodor Csenge      | Győri Audi ETO KC          | balszélső  |
| 19 | Márton Gréta      | Ferencvárosi TC            | balszélső  |
| 20 | Suba Sára         | Ipress Center–Vác          | kapus      |
| 21 | Hlogyik Petra     | MTK Budapest               | kapus      |

- Szövetségi kapitány: Golovin Vlagyimir
- Edző: Pigniczki Krisztina

## Sorsolás
A csoportok beosztását 2018. április 26-án sorsolták ki a Nemzetközi Kézilabda-szövetség bázeli központjában. A házigazda magyar csapat az A-jelű hatosba került. A csoportokból az első négy helyezett válogatott jut az egyenes kieséses szakaszba.

### Kiemelés
| 1. kalap                                           | 2. kalap                                       | 3. kalap                                         | 4. kalap                                | 5. kalap                              | 6. kalap                                          |
| -------------------------------------------------- | ---------------------------------------------- | ------------------------------------------------ | --------------------------------------- | ------------------------------------- | ------------------------------------------------- |
| Oroszország · Franciaország · Dánia · Magyarország | Németország · Hollandia · Norvégia · Dél-Korea | Montenegró · Románia · Spanyolország · Szlovénia | Brazília · Horvátország · Angola · Kína | Chile · Portugália · Egyiptom · Japán | Paraguay · Izland · Elefántcsontpart · Svédország |

## Csoportkör

### A csoport
| Hely. | Csapat           | M | Gy | D | V | G+  | G–  | Gk  | P | Továbbjutás  |
| ----- | ---------------- | - | -- | - | - | --- | --- | --- | - | ------------ |
| 1.    | Magyarország (R) | 4 | 4  | 0 | 0 | 122 | 88  | +34 | 8 | Negyeddöntők |
| 2.    | Norvégia         | 4 | 3  | 0 | 1 | 117 | 97  | +20 | 6 | Negyeddöntők |
| 3.    | Montenegró       | 4 | 1  | 0 | 3 | 83  | 101 | −18 | 2 | Negyeddöntők |
| 4.    | Brazília         | 4 | 1  | 0 | 3 | 79  | 84  | −5  | 2 | Negyeddöntők |
| 5.    | Portugália       | 4 | 1  | 0 | 3 | 81  | 112 | −31 | 2 |              |
| 6.    | Elefántcsontpart | 0 | 0  | 0 | 0 | 0   | 0   | 0   | 0 |              |

| 2018. július 1. 18:00 | Magyarország | 27–24       | Brazília     | Főnix Csarnok, Debrecen Nézőszám: 3212 Játékvezetők: Mata, López (ESP) |
| 2018. július 1. 18:00 | Klujber 8    | (11–10)     | Dos Santos 6 | Főnix Csarnok, Debrecen Nézőszám: 3212 Játékvezetők: Mata, López (ESP) |
| 2018. július 1. 18:00 | 6× 3×        | Jegyzőkönyv | 4× 2×        | Főnix Csarnok, Debrecen Nézőszám: 3212 Játékvezetők: Mata, López (ESP) |

| 2018. július 2. 14:00 | Montenegró | 30–23       | Portugália | Főnix Csarnok, Debrecen Nézőszám: 232 Játékvezetők: Emam, Hedaia (EGY) |
| 2018. július 2. 14:00 | Đoković 7  | (14–11)     | Minciuna 6 | Főnix Csarnok, Debrecen Nézőszám: 232 Játékvezetők: Emam, Hedaia (EGY) |
| 2018. július 2. 14:00 | 7×         | Jegyzőkönyv | 4×         | Főnix Csarnok, Debrecen Nézőszám: 232 Játékvezetők: Emam, Hedaia (EGY) |

| 2018. július 4. 18:00 | Portugália      | 20–33       | Magyarország | Főnix Csarnok, Debrecen Nézőszám: 2500 Játékvezetők: Antić, Jakovljević (SRB) |
| 2018. július 4. 18:00 | három játékos 4 | (11–13)     | Háfra 7      | Főnix Csarnok, Debrecen Nézőszám: 2500 Játékvezetők: Antić, Jakovljević (SRB) |
| 2018. július 4. 18:00 | 6× 3×           | Jegyzőkönyv | 1× 2× 1×     | Főnix Csarnok, Debrecen Nézőszám: 2500 Játékvezetők: Antić, Jakovljević (SRB) |

| 2018. július 4. 20:00 | Brazília   | 20–25       | Norvégia             | Főnix Csarnok, Debrecen Nézőszám: 300 Játékvezetők: Sosa, Lemes (URU) |
| 2018. július 4. 20:00 | Clausson 7 | (8–13)      | Ellertsen, Reistad 5 | Főnix Csarnok, Debrecen Nézőszám: 300 Játékvezetők: Sosa, Lemes (URU) |
| 2018. július 4. 20:00 | 2× 1×      | Jegyzőkönyv | 3× 2×                | Főnix Csarnok, Debrecen Nézőszám: 300 Játékvezetők: Sosa, Lemes (URU) |

| 2018. július 5. 18:00 | Norvégia  | 31–20       | Montenegró | Főnix Csarnok, Debrecen Nézőszám: 100 Játékvezetők: Álvarez, Bustamante (ESP) |
| 2018. július 5. 18:00 | Reistad 8 | (15–10)     | Đoković 9  | Főnix Csarnok, Debrecen Nézőszám: 100 Játékvezetők: Álvarez, Bustamante (ESP) |
| 2018. július 5. 18:00 | 43× 1×    | Jegyzőkönyv | 3×         | Főnix Csarnok, Debrecen Nézőszám: 100 Játékvezetők: Álvarez, Bustamante (ESP) |

| 2018. július 5. 20:00 | Brazília        | 15–16       | Portugália | Főnix Csarnok, Debrecen Nézőszám: 70 Játékvezetők: Al-Mawt, Al-Mahroon (BHR) |
| 2018. július 5. 20:00 | három játékos 3 | (11–12)     | Resende 7  | Főnix Csarnok, Debrecen Nézőszám: 70 Játékvezetők: Al-Mawt, Al-Mahroon (BHR) |
| 2018. július 5. 20:00 | 6× 2×           | Jegyzőkönyv | 1× 2×      | Főnix Csarnok, Debrecen Nézőszám: 70 Játékvezetők: Al-Mawt, Al-Mahroon (BHR) |

| 2018. július 7. 13:30 | Montenegró      | 17–27       | Magyarország      | Főnix Csarnok, Debrecen Nézőszám: 3000 Játékvezetők: Năstase, Stancu (ROM) |
| 2018. július 7. 13:30 | három játékos 3 | (7–13)      | Klujber, Tóvizi 5 | Főnix Csarnok, Debrecen Nézőszám: 3000 Játékvezetők: Năstase, Stancu (ROM) |
| 2018. július 7. 13:30 | 3× 2×           | Jegyzőkönyv | 2× 1×             | Főnix Csarnok, Debrecen Nézőszám: 3000 Játékvezetők: Năstase, Stancu (ROM) |

| 2018. július 7. 15:30 | Norvégia   | 34–22       | Portugália | Főnix Csarnok, Debrecen Nézőszám: 200 Játékvezetők: Honda, Tabucsi (JAP) |
| 2018. július 7. 15:30 | Jacobsen 8 | (15–10)     | Minciună 8 | Főnix Csarnok, Debrecen Nézőszám: 200 Játékvezetők: Honda, Tabucsi (JAP) |
| 2018. július 7. 15:30 | 2× 1×      | Jegyzőkönyv | 2×         | Főnix Csarnok, Debrecen Nézőszám: 200 Játékvezetők: Honda, Tabucsi (JAP) |

| 2018. július 8. 18:00 | Magyarország | 35–27       | Norvégia | Főnix Csarnok, Debrecen Nézőszám: 4000 Játékvezetők: Sosa, Lemes (URU) |
| 2018. július 8. 18:00 | Klujber 10   | (20–13)     | Dahl 9   | Főnix Csarnok, Debrecen Nézőszám: 4000 Játékvezetők: Sosa, Lemes (URU) |
| 2018. július 8. 18:00 | 1× 2×        | Jegyzőkönyv | 4× 1×    | Főnix Csarnok, Debrecen Nézőszám: 4000 Játékvezetők: Sosa, Lemes (URU) |

| 2018. július 8. 20:00 | Montenegró  | 16–20       | Brazília   | Főnix Csarnok, Debrecen Nézőszám: 100 Játékvezetők: Emam, Hedaia (EGY) |
| 2018. július 8. 20:00 | Šaranović 4 | (8–13)      | Paizinho 6 | Főnix Csarnok, Debrecen Nézőszám: 100 Játékvezetők: Emam, Hedaia (EGY) |
| 2018. július 8. 20:00 | 4× 3×       | Jegyzőkönyv | 2× 2×      | Főnix Csarnok, Debrecen Nézőszám: 100 Játékvezetők: Emam, Hedaia (EGY) |

- Megjegyzés: Elefántcsontpart válogatottja a torna első mérkőzésére nem érkezett meg időben utazási nehézségek miatt, majd visszalépett a tornától.[6][7][8]

### B csoport
| Hely. | Csapat      | M | Gy | D | V | G+  | G–  | Gk  | P  | Továbbjutás  |
| ----- | ----------- | - | -- | - | - | --- | --- | --- | -- | ------------ |
| 1.    | Oroszország | 5 | 5  | 0 | 0 | 153 | 88  | +65 | 10 | Negyeddöntők |
| 2.    | Dél-Korea   | 5 | 3  | 1 | 1 | 140 | 127 | +13 | 7  | Negyeddöntők |
| 3.    | Izland      | 5 | 3  | 1 | 1 | 125 | 125 | 0   | 7  | Negyeddöntők |
| 4.    | Szlovénia   | 5 | 2  | 0 | 3 | 133 | 119 | +14 | 4  | Negyeddöntők |
| 5.    | Chile       | 5 | 1  | 0 | 4 | 109 | 145 | −36 | 2  |              |
| 6.    | Kína        | 5 | 0  | 0 | 5 | 112 | 168 | −56 | 0  |              |

| 2018. július 2. 16:00 | Oroszország | 35–16       | Kína   | Főnix Csarnok, Debrecen Nézőszám: 100 Játékvezetők: Merz, Schilha (GER) |
| 2018. július 2. 16:00 | Koroljeva 7 | (15–3)      | Zhou 6 | Főnix Csarnok, Debrecen Nézőszám: 100 Játékvezetők: Merz, Schilha (GER) |
| 2018. július 2. 16:00 | 2× 3×       | Jegyzőkönyv | 4× 2×  | Főnix Csarnok, Debrecen Nézőszám: 100 Játékvezetők: Merz, Schilha (GER) |

| 2018. július 2. 18:00 | Dél-Korea | 29–29       | Izland     | Főnix Csarnok, Debrecen Nézőszám: 80 Játékvezetők: Năstase, Stancu (ROU) |
| 2018. július 2. 18:00 | Moon 8    | (16–12)     | Thompson 7 | Főnix Csarnok, Debrecen Nézőszám: 80 Játékvezetők: Năstase, Stancu (ROU) |
| 2018. július 2. 18:00 | 4× 3×     | Jegyzőkönyv | 4× 3×      | Főnix Csarnok, Debrecen Nézőszám: 80 Játékvezetők: Năstase, Stancu (ROU) |

| 2018. július 2. 20:00 | Szlovénia | 33–20       | Chile   | Főnix Csarnok, Debrecen Nézőszám: 40 Játékvezetők: Kulik, Nabokau (BLR) |
| 2018. július 2. 20:00 | Vončina 5 | (16–8)      | Gómez 5 | Főnix Csarnok, Debrecen Nézőszám: 40 Játékvezetők: Kulik, Nabokau (BLR) |
| 2018. július 2. 20:00 | 2× 3×     | Jegyzőkönyv | 1× 1×   | Főnix Csarnok, Debrecen Nézőszám: 40 Játékvezetők: Kulik, Nabokau (BLR) |

| 2018. július 3. 16:00 | Kína   | 29–38       | Dél-Korea  | Főnix Csarnok, Debrecen Nézőszám: 150 Játékvezetők: Abid, Chaouch (TUN) |
| 2018. július 3. 16:00 | Zhou 7 | (10–19)     | Shin D. 11 | Főnix Csarnok, Debrecen Nézőszám: 150 Játékvezetők: Abid, Chaouch (TUN) |
| 2018. július 3. 16:00 | 4×     | Jegyzőkönyv | 3× 2×      | Főnix Csarnok, Debrecen Nézőszám: 150 Játékvezetők: Abid, Chaouch (TUN) |

| 2018. július 3. 18:00 | Chile           | 19–32       | Oroszország     | Főnix Csarnok, Debrecen Nézőszám: 150 Játékvezetők: Honda, Tabucsi (JAP) |
| 2018. július 3. 18:00 | Gómez, Moreno 5 | (12–17)     | Mihajlicsenko 6 | Főnix Csarnok, Debrecen Nézőszám: 150 Játékvezetők: Honda, Tabucsi (JAP) |
| 2018. július 3. 18:00 | 1× 1×           | Jegyzőkönyv | 3× 2×           | Főnix Csarnok, Debrecen Nézőszám: 150 Játékvezetők: Honda, Tabucsi (JAP) |

| 2018. július 3. 20:00 | Izland     | 24–22       | Szlovénia | Főnix Csarnok, Debrecen Nézőszám: 151 Játékvezetők: Merz, Schilha (GER) |
| 2018. július 3. 20:00 | Thompson 9 | (14–11)     | Strnad 7  | Főnix Csarnok, Debrecen Nézőszám: 151 Játékvezetők: Merz, Schilha (GER) |
| 2018. július 3. 20:00 | 1× 1×      | Jegyzőkönyv | 3× 3×     | Főnix Csarnok, Debrecen Nézőszám: 151 Játékvezetők: Merz, Schilha (GER) |

| 2018. július 5. 10:00 | Oroszország | 32–14       | Izland                           | Főnix Csarnok, Debrecen Nézőszám: 100 Játékvezetők: Emam, Hedaia (EGY) |
| 2018. július 5. 10:00 | Maszlova 6  | (15–6)      | Erlingsdóttir, Valdimarsdóttir 3 | Főnix Csarnok, Debrecen Nézőszám: 100 Játékvezetők: Emam, Hedaia (EGY) |
| 2018. július 5. 10:00 | 2× 3×       | Jegyzőkönyv | 3×                               | Főnix Csarnok, Debrecen Nézőszám: 100 Játékvezetők: Emam, Hedaia (EGY) |

| 2018. július 5. 12:00 | Dél-Korea | 24–21       | Szlovénia | Főnix Csarnok, Debrecen Nézőszám: 100 Játékvezetők: Abid, Chaouch (TUN) |
| 2018. július 5. 12:00 | Shin D. 7 | (15–11)     | Vončina 4 | Főnix Csarnok, Debrecen Nézőszám: 100 Játékvezetők: Abid, Chaouch (TUN) |
| 2018. július 5. 12:00 | 3× 2×     | Jegyzőkönyv | 2× 2×     | Főnix Csarnok, Debrecen Nézőszám: 100 Játékvezetők: Abid, Chaouch (TUN) |

| 2018. július 5. 14:00 | Kína   | 23–27       | Chile   | Főnix Csarnok, Debrecen Nézőszám: 70 Játékvezetők: Hussein, Imran (IRQ) |
| 2018. július 5. 14:00 | Zhou 6 | (17–12)     | Gómez 9 | Főnix Csarnok, Debrecen Nézőszám: 70 Játékvezetők: Hussein, Imran (IRQ) |
| 2018. július 5. 14:00 | 3× 3×  | Jegyzőkönyv | 1× 3×   | Főnix Csarnok, Debrecen Nézőszám: 70 Játékvezetők: Hussein, Imran (IRQ) |

| 2018. július 6. 16:00 | Dél-Korea | 33–21       | Chile        | Főnix Csarnok, Debrecen Nézőszám: 70 Játékvezetők: Merz, Schilha (GER) |
| 2018. július 6. 16:00 | Shin D. 8 | (16–10)     | E. Ramírez 3 | Főnix Csarnok, Debrecen Nézőszám: 70 Játékvezetők: Merz, Schilha (GER) |
| 2018. július 6. 16:00 | 3×        | Jegyzőkönyv | 4× 1×        | Főnix Csarnok, Debrecen Nézőszám: 70 Játékvezetők: Merz, Schilha (GER) |

| 2018. július 6. 18:00 | Szlovénia | 24–27       | Oroszország     | Főnix Csarnok, Debrecen Nézőszám: 80 Játékvezetők: Antić, Jakovljević (SRB) |
| 2018. július 6. 18:00 | Lovšin 7  | (10–11)     | Mihajlicsenko 5 | Főnix Csarnok, Debrecen Nézőszám: 80 Játékvezetők: Antić, Jakovljević (SRB) |
| 2018. július 6. 18:00 | 5× 2×     | Jegyzőkönyv | 5× 3×           | Főnix Csarnok, Debrecen Nézőszám: 80 Játékvezetők: Antić, Jakovljević (SRB) |

| 2018. július 6. 20:00 | Izland           | 35–20       | Kína   | Főnix Csarnok, Debrecen Nézőszám: 60 Játékvezetők: Al-Mawt, Al-Mahroon (BHR) |
| 2018. július 6. 20:00 | Erlingsdóttir 10 | (18–9)      | Wang 4 | Főnix Csarnok, Debrecen Nézőszám: 60 Játékvezetők: Al-Mawt, Al-Mahroon (BHR) |
| 2018. július 6. 20:00 | 2× 2×            | Jegyzőkönyv | 3× 3×  | Főnix Csarnok, Debrecen Nézőszám: 60 Játékvezetők: Al-Mawt, Al-Mahroon (BHR) |

| 2018. július 8. 10:00 | Chile   | 22–23       | Izland     | Főnix Csarnok, Debrecen Nézőszám: 90 Játékvezetők: Abid, Chaouch (TUN) |
| 2018. július 8. 10:00 | Gómez 6 | (11–11)     | Thompson 7 | Főnix Csarnok, Debrecen Nézőszám: 90 Játékvezetők: Abid, Chaouch (TUN) |
| 2018. július 8. 10:00 | 3× 1×   | Jegyzőkönyv | 6× 2×      | Főnix Csarnok, Debrecen Nézőszám: 90 Játékvezetők: Abid, Chaouch (TUN) |

| 2018. július 8. 12:00 | Szlovénia | 33–24       | Kína   | Főnix Csarnok, Debrecen Nézőszám: 100 Játékvezetők: Hatipoğlu, Şimşek (TUR) |
| 2018. július 8. 12:00 | Lovšin 6  | (17–9)      | Zhou 7 | Főnix Csarnok, Debrecen Nézőszám: 100 Játékvezetők: Hatipoğlu, Şimşek (TUR) |
| 2018. július 8. 12:00 | 2× 1×     | Jegyzőkönyv | 3× 2×  | Főnix Csarnok, Debrecen Nézőszám: 100 Játékvezetők: Hatipoğlu, Şimşek (TUR) |

| 2018. július 8. 14:00 | Oroszország | 27–15       | Dél-Korea | Főnix Csarnok, Debrecen Nézőszám: 200 Játékvezetők: Álvarez, Bustamante (ESP) |
| 2018. július 8. 14:00 | Maszlova 7  | (14–10)     | Song 5    | Főnix Csarnok, Debrecen Nézőszám: 200 Játékvezetők: Álvarez, Bustamante (ESP) |
| 2018. július 8. 14:00 | 2× 3×       | Jegyzőkönyv | 3× 2×     | Főnix Csarnok, Debrecen Nézőszám: 200 Játékvezetők: Álvarez, Bustamante (ESP) |

### C csoport
| Hely. | Csapat    | M | Gy | D | V | G+  | G–  | Gk  | P  | Továbbjutás  |
| ----- | --------- | - | -- | - | - | --- | --- | --- | -- | ------------ |
| 1.    | Dánia     | 5 | 5  | 0 | 0 | 162 | 113 | +49 | 10 | Negyeddöntők |
| 2.    | Hollandia | 5 | 3  | 1 | 1 | 171 | 132 | +39 | 7  | Negyeddöntők |
| 3.    | Románia   | 5 | 3  | 0 | 2 | 149 | 148 | +1  | 6  | Negyeddöntők |
| 4.    | Japán     | 5 | 2  | 1 | 2 | 152 | 144 | +8  | 5  | Negyeddöntők |
| 5.    | Angola    | 5 | 1  | 0 | 4 | 119 | 144 | −25 | 2  |              |
| 6.    | Paraguay  | 5 | 0  | 0 | 5 | 120 | 192 | −72 | 0  |              |

| 2018. július 2. 10:00 | Dánia   | 25–20       | Angola      | Hódos Imre Sportcsarnok, Debrecen Játékvezetők: Rocha, Magalhães (BRA) |
| 2018. július 2. 10:00 | Friis 7 | (14–10)     | H. Paulo 14 | Hódos Imre Sportcsarnok, Debrecen Játékvezetők: Rocha, Magalhães (BRA) |
| 2018. július 2. 10:00 | 3× 3×   | Jegyzőkönyv | 5× 1×       | Hódos Imre Sportcsarnok, Debrecen Játékvezetők: Rocha, Magalhães (BRA) |

| 2018. július 2. 12:00 | Hollandia  | 47–25       | Paraguay    | Hódos Imre Sportcsarnok, Debrecen Játékvezetők: Kijaszko, Kiszelev (RUS) |
| 2018. július 2. 12:00 | Housheer 9 | (25–15)     | Fernández 7 | Hódos Imre Sportcsarnok, Debrecen Játékvezetők: Kijaszko, Kiszelev (RUS) |
| 2018. július 2. 12:00 | 7× 2×      | Jegyzőkönyv | 3× 1×       | Hódos Imre Sportcsarnok, Debrecen Játékvezetők: Kijaszko, Kiszelev (RUS) |

| 2018. július 2. 14:00 | Románia        | 32–30       | Japán      | Hódos Imre Sportcsarnok, Debrecen Nézőszám: 315 Játékvezetők: Belkhiri, Hamidi (ALG) |
| 2018. július 2. 14:00 | Petruș, Popa 8 | (15–17)     | Josidome 7 | Hódos Imre Sportcsarnok, Debrecen Nézőszám: 315 Játékvezetők: Belkhiri, Hamidi (ALG) |
| 2018. július 2. 14:00 | 2× 4×          | Jegyzőkönyv | 4× 2×      | Hódos Imre Sportcsarnok, Debrecen Nézőszám: 315 Játékvezetők: Belkhiri, Hamidi (ALG) |

| 2018. július 4. 16:00 | Paraguay  | 25–41       | Románia    | Hódos Imre Sportcsarnok, Debrecen Nézőszám: 50 Játékvezetők: Hatipoğlu, Şimşek (TUR) |
| 2018. július 4. 16:00 | Insfrán 7 | (13–16)     | Berbece 10 | Hódos Imre Sportcsarnok, Debrecen Nézőszám: 50 Játékvezetők: Hatipoğlu, Şimşek (TUR) |
| 2018. július 4. 16:00 | 8× 3×     | Jegyzőkönyv | 1× 2×      | Hódos Imre Sportcsarnok, Debrecen Nézőszám: 50 Játékvezetők: Hatipoğlu, Şimşek (TUR) |

| 2018. július 4. 18:00 | Japán    | 23–33       | Dánia       | Hódos Imre Sportcsarnok, Debrecen Nézőszám: 200 Játékvezetők: Álvarez, Bustamante (ESP) |
| 2018. július 4. 18:00 | Ajzava 5 | (9–17)      | Hylleberg 6 | Hódos Imre Sportcsarnok, Debrecen Nézőszám: 200 Játékvezetők: Álvarez, Bustamante (ESP) |
| 2018. július 4. 18:00 | 1× 2×    | Jegyzőkönyv | 1× 2×       | Hódos Imre Sportcsarnok, Debrecen Nézőszám: 200 Játékvezetők: Álvarez, Bustamante (ESP) |

| 2018. július 4. 20:00 | Angola      | 21–37       | Hollandia   | Hódos Imre Sportcsarnok, Debrecen Nézőszám: 232 Játékvezetők: Kulik, Nabokau (BLR) |
| 2018. július 4. 20:00 | H. Paulo 11 | (10–19)     | Housheer 10 | Hódos Imre Sportcsarnok, Debrecen Nézőszám: 232 Játékvezetők: Kulik, Nabokau (BLR) |
| 2018. július 4. 20:00 | 4× 1×       | Jegyzőkönyv | 4× 3×       | Hódos Imre Sportcsarnok, Debrecen Nézőszám: 232 Játékvezetők: Kulik, Nabokau (BLR) |

| 2018. július 5. 16:00 | Dánia       | 37–23       | Paraguay  | Hódos Imre Sportcsarnok, Debrecen Nézőszám: 220 Játékvezetők: Cheng, Zhou (CHN) |
| 2018. július 5. 16:00 | Lundgreen 7 | (19–11)     | Insfrán 9 | Hódos Imre Sportcsarnok, Debrecen Nézőszám: 220 Játékvezetők: Cheng, Zhou (CHN) |
| 2018. július 5. 16:00 | 4× 3×       | Jegyzőkönyv | 3× 2×     | Hódos Imre Sportcsarnok, Debrecen Nézőszám: 220 Játékvezetők: Cheng, Zhou (CHN) |

| 2018. július 5. 18:00 | Hollandia   | 29–27       | Románia | Hódos Imre Sportcsarnok, Debrecen Nézőszám: 135 Játékvezetők: Rocha, Magalhães (BRA) |
| 2018. július 5. 18:00 | Housheer 12 | (12–14)     | Tîrcă 9 | Hódos Imre Sportcsarnok, Debrecen Nézőszám: 135 Játékvezetők: Rocha, Magalhães (BRA) |
| 2018. július 5. 18:00 | 9× 2×       | Jegyzőkönyv | 7× 2×   | Hódos Imre Sportcsarnok, Debrecen Nézőszám: 135 Játékvezetők: Rocha, Magalhães (BRA) |

| 2018. július 5. 20:00 | Angola      | 25–29       | Japán      | Hódos Imre Sportcsarnok, Debrecen Nézőszám: 100 Játékvezetők: Hatipoğlu, Şimşek (TUR) |
| 2018. július 5. 20:00 | H. Paulo 11 | (12–17)     | Nakajama 7 | Hódos Imre Sportcsarnok, Debrecen Nézőszám: 100 Játékvezetők: Hatipoğlu, Şimşek (TUR) |
| 2018. július 5. 20:00 | 5× 2×       | Jegyzőkönyv | 6× 2×      | Hódos Imre Sportcsarnok, Debrecen Nézőszám: 100 Játékvezetők: Hatipoğlu, Şimşek (TUR) |

| 2018. július 7. 13:30 | Hollandia  | 34–34       | Japán       | Hódos Imre Sportcsarnok, Debrecen Nézőszám: 150 Játékvezetők: Emam, Heida (EGY) |
| 2018. július 7. 13:30 | Oostveen 9 | (14–17)     | Nakajama 14 | Hódos Imre Sportcsarnok, Debrecen Nézőszám: 150 Játékvezetők: Emam, Heida (EGY) |
| 2018. július 7. 13:30 | 4× 2×      | Jegyzőkönyv | 2× 1×       | Hódos Imre Sportcsarnok, Debrecen Nézőszám: 150 Játékvezetők: Emam, Heida (EGY) |

| 2018. július 7. 15:30 | Románia   | 23–42       | Dánia       | Hódos Imre Sportcsarnok, Debrecen Nézőszám: 200 Játékvezetők: Sosa, Lemes (URU) |
| 2018. július 7. 15:30 | Popescu 7 | (8–20)      | Lundgreen 8 | Hódos Imre Sportcsarnok, Debrecen Nézőszám: 200 Játékvezetők: Sosa, Lemes (URU) |
| 2018. július 7. 15:30 | 3× 2×     | Jegyzőkönyv | 5× 2×       | Hódos Imre Sportcsarnok, Debrecen Nézőszám: 200 Játékvezetők: Sosa, Lemes (URU) |

| 2018. július 7. 17:30 | Paraguay  | 27–31       | Angola      | Hódos Imre Sportcsarnok, Debrecen Nézőszám: 120 Játékvezetők: Hussein, Imran (IRQ) |
| 2018. július 7. 17:30 | Insfrán 8 | (14–18)     | H. Paulo 11 | Hódos Imre Sportcsarnok, Debrecen Nézőszám: 120 Játékvezetők: Hussein, Imran (IRQ) |
| 2018. július 7. 17:30 | 3× 2×     | Jegyzőkönyv | 6× 1×       | Hódos Imre Sportcsarnok, Debrecen Nézőszám: 120 Játékvezetők: Hussein, Imran (IRQ) |

| 2018. július 8. 16:00 | Japán    | 36–20       | Paraguay    | Hódos Imre Sportcsarnok, Debrecen Nézőszám: 250 Játékvezetők: Hussein, Imran (IRQ) |
| 2018. július 8. 16:00 | Ajzava 7 | (19–13)     | Fernández 8 | Hódos Imre Sportcsarnok, Debrecen Nézőszám: 250 Játékvezetők: Hussein, Imran (IRQ) |
| 2018. július 8. 16:00 | 3× 2×    | Jegyzőkönyv | 4× 1×       | Hódos Imre Sportcsarnok, Debrecen Nézőszám: 250 Játékvezetők: Hussein, Imran (IRQ) |

| 2018. július 8. 18:00 | Románia | 26–22       | Angola     | Hódos Imre Sportcsarnok, Debrecen Nézőszám: 100 Játékvezetők: Cheng, Zhou (CHN) |
| 2018. július 8. 18:00 | Tîrcă 8 | (12–9)      | H. Paulo 9 | Hódos Imre Sportcsarnok, Debrecen Nézőszám: 100 Játékvezetők: Cheng, Zhou (CHN) |
| 2018. július 8. 18:00 | 2× 3×   | Jegyzőkönyv | 4× 1×      | Hódos Imre Sportcsarnok, Debrecen Nézőszám: 100 Játékvezetők: Cheng, Zhou (CHN) |

| 2018. július 8. 20:00 | Dánia       | 25–24       | Hollandia  | Hódos Imre Sportcsarnok, Debrecen Nézőszám: 1200 Játékvezetők: Merz, Schilha (GER) |
| 2018. július 8. 20:00 | Lundgreen 5 | (14–15)     | Housheer 8 | Hódos Imre Sportcsarnok, Debrecen Nézőszám: 1200 Játékvezetők: Merz, Schilha (GER) |
| 2018. július 8. 20:00 | 3× 1×       | Jegyzőkönyv | 5× 1×      | Hódos Imre Sportcsarnok, Debrecen Nézőszám: 1200 Játékvezetők: Merz, Schilha (GER) |

### D csoport
| Hely. | Csapat        | M | Gy | D | V | G+  | G–  | Gk   | P  | Továbbjutás  |
| ----- | ------------- | - | -- | - | - | --- | --- | ---- | -- | ------------ |
| 1.    | Franciaország | 5 | 5  | 0 | 0 | 129 | 98  | +31  | 10 | Negyeddöntők |
| 2.    | Horvátország  | 5 | 3  | 0 | 2 | 109 | 101 | +8   | 6  | Negyeddöntők |
| 3.    | Svédország    | 5 | 3  | 0 | 2 | 116 | 95  | +21  | 6  | Negyeddöntők |
| 4.    | Németország   | 5 | 2  | 0 | 3 | 144 | 110 | +34  | 4  | Negyeddöntők |
| 5.    | Spanyolország | 5 | 2  | 0 | 3 | 130 | 122 | +8   | 4  |              |
| 6.    | Egyiptom      | 5 | 0  | 0 | 5 | 88  | 190 | −102 | 0  |              |

| 2018. július 2. 16:00 | Franciaország   | 19–16       | Horvátország | Hódos Imre Sportcsarnok, Debrecen Nézőszám: 300 Játékvezetők: Antić, Jakovljević (SRB) |
| 2018. július 2. 16:00 | Ekoh, Nocandy 4 | (7–7)       | Japundža 5   | Hódos Imre Sportcsarnok, Debrecen Nézőszám: 300 Játékvezetők: Antić, Jakovljević (SRB) |
| 2018. július 2. 16:00 | 2× 2×           | Jegyzőkönyv | 6× 2×        | Hódos Imre Sportcsarnok, Debrecen Nézőszám: 300 Játékvezetők: Antić, Jakovljević (SRB) |

| 2018. július 2. 18:00 | Németország      | 18–19       | Svédország | Hódos Imre Sportcsarnok, Debrecen Nézőszám: 200 Játékvezetők: Sosa, Lemes (URU) |
| 2018. július 2. 18:00 | Antl, Zschocke 5 | (10–12)     | Scheuer 6  | Hódos Imre Sportcsarnok, Debrecen Nézőszám: 200 Játékvezetők: Sosa, Lemes (URU) |
| 2018. július 2. 18:00 | 5× 2×            | Jegyzőkönyv | 6× 3×      | Hódos Imre Sportcsarnok, Debrecen Nézőszám: 200 Játékvezetők: Sosa, Lemes (URU) |

| 2018. július 2. 20:00 | Spanyolország   | 39–20       | Egyiptom | Hódos Imre Sportcsarnok, Debrecen Nézőszám: 200 Játékvezetők: Al-Mawt, Al-Mahroon (BHR) |
| 2018. július 2. 20:00 | három játékos 5 | (18–7)      | Wazery 7 | Hódos Imre Sportcsarnok, Debrecen Nézőszám: 200 Játékvezetők: Al-Mawt, Al-Mahroon (BHR) |
| 2018. július 2. 20:00 | 3× 3×           | Jegyzőkönyv | 7× 1×    | Hódos Imre Sportcsarnok, Debrecen Nézőszám: 200 Játékvezetők: Al-Mawt, Al-Mahroon (BHR) |

| 2018. július 3. 16:00 | Horvátország | 25–24       | Németország       | Hódos Imre Sportcsarnok, Debrecen Nézőszám: 380 Játékvezetők: Belkhiri, Hamidi (ALG) |
| 2018. július 3. 16:00 | Lukić 8      | (16–14)     | Berger, Maidhof 6 | Hódos Imre Sportcsarnok, Debrecen Nézőszám: 380 Játékvezetők: Belkhiri, Hamidi (ALG) |
| 2018. július 3. 16:00 | 7× 3×        | Jegyzőkönyv | 7× 2×             | Hódos Imre Sportcsarnok, Debrecen Nézőszám: 380 Játékvezetők: Belkhiri, Hamidi (ALG) |

| 2018. július 3. 18:00 | Egyiptom | 18–37       | Franciaország | Hódos Imre Sportcsarnok, Debrecen Nézőszám: 100 Játékvezetők: Năstase, Stancu (ROU) |
| 2018. július 3. 18:00 | Husein 5 | (9–16)      | Mauny 8       | Hódos Imre Sportcsarnok, Debrecen Nézőszám: 100 Játékvezetők: Năstase, Stancu (ROU) |
| 2018. július 3. 18:00 | 6×       | Jegyzőkönyv | 4× 3×         | Hódos Imre Sportcsarnok, Debrecen Nézőszám: 100 Játékvezetők: Năstase, Stancu (ROU) |

| 2018. július 3. 20:00 | Svédország | 31–24       | Spanyolország  | Hódos Imre Sportcsarnok, Debrecen Nézőszám: 200 Játékvezetők: Kijaszko, Kiszelev (RUS) |
| 2018. július 3. 20:00 | Larsson 7  | (18–11)     | négy játékos 4 | Hódos Imre Sportcsarnok, Debrecen Nézőszám: 200 Játékvezetők: Kijaszko, Kiszelev (RUS) |
| 2018. július 3. 20:00 | 2× 2×      | Jegyzőkönyv | 1× 3×          | Hódos Imre Sportcsarnok, Debrecen Nézőszám: 200 Játékvezetők: Kijaszko, Kiszelev (RUS) |

| 2018. július 5. 10:00 | Franciaország    | 19–15       | Svédország               | Hódos Imre Sportcsarnok, Debrecen Nézőszám: 110 Játékvezetők: Belkhiri, Hamidi (ALG) |
| 2018. július 5. 10:00 | Blonbou, Mauny 4 | (6–5)       | Lerby, Thorleifsdóttir 3 | Hódos Imre Sportcsarnok, Debrecen Nézőszám: 110 Játékvezetők: Belkhiri, Hamidi (ALG) |
| 2018. július 5. 10:00 | 5× 3×            | Jegyzőkönyv | 3× 2×                    | Hódos Imre Sportcsarnok, Debrecen Nézőszám: 110 Játékvezetők: Belkhiri, Hamidi (ALG) |

| 2018. július 5. 12:00 | Németország | 27–21       | Spanyolország | Hódos Imre Sportcsarnok, Debrecen Nézőszám: 100 Játékvezetők: Antić, Jakovljević (SRB) |
| 2018. július 5. 12:00 | Berger 10   | (13–12)     | Mbengue 4     | Hódos Imre Sportcsarnok, Debrecen Nézőszám: 100 Játékvezetők: Antić, Jakovljević (SRB) |
| 2018. július 5. 12:00 | 4× 1×       | Jegyzőkönyv | 6× 3×         | Hódos Imre Sportcsarnok, Debrecen Nézőszám: 100 Játékvezetők: Antić, Jakovljević (SRB) |

| 2018. július 5. 14:00 | Horvátország | 30–19       | Egyiptom | Hódos Imre Sportcsarnok, Debrecen Nézőszám: 67 Játékvezetők: Honda, Tabucsi (JAP) |
| 2018. július 5. 14:00 | Zeba 7       | (11–12)     | Waheed 6 | Hódos Imre Sportcsarnok, Debrecen Nézőszám: 67 Játékvezetők: Honda, Tabucsi (JAP) |
| 2018. július 5. 14:00 | 6× 1×        | Jegyzőkönyv | 4× 1×    | Hódos Imre Sportcsarnok, Debrecen Nézőszám: 67 Játékvezetők: Honda, Tabucsi (JAP) |

| 2018. július 6. 16:00 | Németország | 51–10       | Egyiptom | Hódos Imre Sportcsarnok, Debrecen Nézőszám: 120 Játékvezetők: Cheng, Zhou (CHN) |
| 2018. július 6. 16:00 | Fischer 9   | (26–7)      | Wazery 5 | Hódos Imre Sportcsarnok, Debrecen Nézőszám: 120 Játékvezetők: Cheng, Zhou (CHN) |
| 2018. július 6. 16:00 | 6× 2×       | Jegyzőkönyv | 2× 2×    | Hódos Imre Sportcsarnok, Debrecen Nézőszám: 120 Játékvezetők: Cheng, Zhou (CHN) |

| 2018. július 6. 18:00 | Spanyolország | 25–28       | Franciaország | Hódos Imre Sportcsarnok, Debrecen Nézőszám: 350 Játékvezetők: Kulik, Nabokau (BLR) |
| 2018. július 6. 18:00 | Mbengue 10    | (15–17)     | Nocandy 6     | Hódos Imre Sportcsarnok, Debrecen Nézőszám: 350 Játékvezetők: Kulik, Nabokau (BLR) |
| 2018. július 6. 18:00 | 4× 2×         | Jegyzőkönyv | 1× 2×         | Hódos Imre Sportcsarnok, Debrecen Nézőszám: 350 Játékvezetők: Kulik, Nabokau (BLR) |

| 2018. július 6. 20:00 | Svédország | 18–22       | Horvátország | Hódos Imre Sportcsarnok, Debrecen Nézőszám: 180 Játékvezetők: Rocha, Magalhães (BRA) |
| 2018. július 6. 20:00 | Lerby 5    | (12–13)     | Mrazović 8   | Hódos Imre Sportcsarnok, Debrecen Nézőszám: 180 Játékvezetők: Rocha, Magalhães (BRA) |
| 2018. július 6. 20:00 | 4× 1×      | Jegyzőkönyv | 4× 1×        | Hódos Imre Sportcsarnok, Debrecen Nézőszám: 180 Játékvezetők: Rocha, Magalhães (BRA) |

| 2018. július 8. 10:00 | Egyiptom     | 12–33       | Svédország | Hódos Imre Sportcsarnok, Debrecen Nézőszám: 100 Játékvezetők: Honda, Tabucsi (JAP) |
| 2018. július 8. 10:00 | öt játékos 2 | (5–17)      | Rosell 9   | Hódos Imre Sportcsarnok, Debrecen Nézőszám: 100 Játékvezetők: Honda, Tabucsi (JAP) |
| 2018. július 8. 10:00 | 5× 1×        | Jegyzőkönyv | 3× 2×      | Hódos Imre Sportcsarnok, Debrecen Nézőszám: 100 Játékvezetők: Honda, Tabucsi (JAP) |

| 2018. július 8. 12:00 | Spanyolország | 21–16       | Horvátország | Hódos Imre Sportcsarnok, Debrecen Nézőszám: 150 Játékvezetők: Belkhiri, Hamidi (ALG) |
| 2018. július 8. 12:00 | Mbengue 6     | (11–7)      | Franušić 5   | Hódos Imre Sportcsarnok, Debrecen Nézőszám: 150 Játékvezetők: Belkhiri, Hamidi (ALG) |
| 2018. július 8. 12:00 | 2× 2×         | Jegyzőkönyv | 1× 2×        | Hódos Imre Sportcsarnok, Debrecen Nézőszám: 150 Játékvezetők: Belkhiri, Hamidi (ALG) |

| 2018. július 8. 14:00 | Franciaország | 26–24       | Németország | Hódos Imre Sportcsarnok, Debrecen Nézőszám: 230 Játékvezetők: Kijaszko, Kiszelev (RUS) |
| 2018. július 8. 14:00 | Ekoh 6        | (13–11)     | Berger 5    | Hódos Imre Sportcsarnok, Debrecen Nézőszám: 230 Játékvezetők: Kijaszko, Kiszelev (RUS) |
| 2018. július 8. 14:00 | 4× 2×         | Jegyzőkönyv | 2× 2×       | Hódos Imre Sportcsarnok, Debrecen Nézőszám: 230 Játékvezetők: Kijaszko, Kiszelev (RUS) |

## Elnöki kupa

### A 21–23. helyért
| 2018. július 10. 9:30 | Paraguay    | 31–23       | Egyiptom        | Hódos Imre Sportcsarnok, Debrecen Nézőszám: 75 Játékvezetők: Abid, Chaouch (TUN) |
| 2018. július 10. 9:30 | Fernández 8 | (13–12)     | három játékos 5 | Hódos Imre Sportcsarnok, Debrecen Nézőszám: 75 Játékvezetők: Abid, Chaouch (TUN) |
| 2018. július 10. 9:30 | 3× 2×       | Jegyzőkönyv | 6× 1×           | Hódos Imre Sportcsarnok, Debrecen Nézőszám: 75 Játékvezetők: Abid, Chaouch (TUN) |

### A 21. helyért
| 2018. július 11. 11:45 | Kína         | 38–35       | Paraguay    | Hódos Imre Sportcsarnok, Debrecen Nézőszám: 50 Játékvezetők: Hatipoğlu, Şimşek (TUR) |
| 2018. július 11. 11:45 | Wang, Zhou 9 | (19–19)     | Fernández 8 | Hódos Imre Sportcsarnok, Debrecen Nézőszám: 50 Játékvezetők: Hatipoğlu, Şimşek (TUR) |
| 2018. július 11. 11:45 | 6× 3×        | Jegyzőkönyv | 3× 2×       | Hódos Imre Sportcsarnok, Debrecen Nézőszám: 50 Játékvezetők: Hatipoğlu, Şimşek (TUR) |

### A 17–20. helyért
| 2018. július 10. 11:45 | Portugália | 28–22       | Chile   | Főnix Csarnok, Debrecen Nézőszám: 50 Játékvezetők: Kiszajko, Kiszelev (RUS) |
| 2018. július 10. 11:45 | Oliveira 8 | (13–11)     | Gómez 5 | Főnix Csarnok, Debrecen Nézőszám: 50 Játékvezetők: Kiszajko, Kiszelev (RUS) |
| 2018. július 10. 11:45 | 2× 2×      | Jegyzőkönyv | 1× 2×   | Főnix Csarnok, Debrecen Nézőszám: 50 Játékvezetők: Kiszajko, Kiszelev (RUS) |

| 2018. július 10. 11:45 | Angola         | 31–32          | Spanyolország | Hódos Imre Sportcsarnok, Debrecen Nézőszám: 100 Játékvezetők: Rocha, Magalhães (BRA) |
| 2018. július 10. 11:45 | H. Paulo 10    | (12–13, 27–27) | Mbengue 8     | Hódos Imre Sportcsarnok, Debrecen Nézőszám: 100 Játékvezetők: Rocha, Magalhães (BRA) |
| 2018. július 10. 11:45 | 2× 2×          | Jegyzőkönyv    | 1× 1×         | Hódos Imre Sportcsarnok, Debrecen Nézőszám: 100 Játékvezetők: Rocha, Magalhães (BRA) |
| 2018. július 10. 11:45 | Büntetőpárbaj: |                |               | Hódos Imre Sportcsarnok, Debrecen Nézőszám: 100 Játékvezetők: Rocha, Magalhães (BRA) |
| 2018. július 10. 11:45 | 4–5            |                |               | Hódos Imre Sportcsarnok, Debrecen Nézőszám: 100 Játékvezetők: Rocha, Magalhães (BRA) |

### A 19. helyért
| 2018. július 11. 9:30 | Chile   | 22–27       | Angola     | Főnix Csarnok, Debrecen Nézőszám: 80 Játékvezetők: Honda, Tabucsi (JAP) |
| 2018. július 11. 9:30 | Gómez 5 | (9–13)      | H. Paulo 7 | Főnix Csarnok, Debrecen Nézőszám: 80 Játékvezetők: Honda, Tabucsi (JAP) |
| 2018. július 11. 9:30 | 1× 1×   | Jegyzőkönyv | 4×         | Főnix Csarnok, Debrecen Nézőszám: 80 Játékvezetők: Honda, Tabucsi (JAP) |

### A 17. helyért
| 2018. július 11. 17:45 | Portugália       | 28–32       | Spanyolország | Főnix Csarnok, Debrecen Nézőszám: 100 Játékvezetők: Năstase, Stancu (ROU) |
| 2018. július 11. 17:45 | Resende, Sousa 6 | (13–14)     | Mbengue 8     | Főnix Csarnok, Debrecen Nézőszám: 100 Játékvezetők: Năstase, Stancu (ROU) |
| 2018. július 11. 17:45 | 4× 1×            | Jegyzőkönyv | 2× 1×         | Főnix Csarnok, Debrecen Nézőszám: 100 Játékvezetők: Năstase, Stancu (ROU) |

## A 9–16. helyért
A nyolcaddöntők vesztesei a csoportkörben elért eredményük alapján kapják meg ellenfelüket.
| Hely. | Csapat       | M | Gy | D | V | G+ | G– | Gk  | P |
| ----- | ------------ | - | -- | - | - | -- | -- | --- | - |
| 1.    | Horvátország | 3 | 2  | 0 | 1 | 63 | 61 | +2  | 4 |
| 2.    | Izland       | 3 | 1  | 1 | 1 | 67 | 83 | −16 | 3 |
|       |              |   |    |   |   |    |    |     |   |
| 3.    | Brazília     | 3 | 1  | 0 | 2 | 64 | 68 | −4  | 2 |
| 4.    | Svédország   | 3 | 1  | 0 | 2 | 52 | 59 | −7  | 2 |
|       |              |   |    |   |   |    |    |     |   |
| 5.    | Japán        | 3 | 0  | 1 | 2 | 87 | 99 | −12 | 1 |
| 6.    | Németország  | 3 | 0  | 0 | 3 | 66 | 70 | −4  | 0 |
|       |              |   |    |   |   |    |    |     |   |
| 7.    | Szlovénia    | 3 | 0  | 0 | 3 | 67 | 75 | −8  | 0 |
| 8.    | Montenegró   | 3 | 0  | 0 | 3 | 53 | 78 | −25 | 0 |

### A 15. helyért
| 2018. július 11. 14:00 | Szlovénia     | 25–18       | Montenegró      | Hódos Imre Sportcsarnok, Debrecen Nézőszám: 50 Játékvezetők: Emam, Hedaia (IRQ) |
| 2018. július 11. 14:00 | hat játékos 3 | (11–8)      | három játékos 3 | Hódos Imre Sportcsarnok, Debrecen Nézőszám: 50 Játékvezetők: Emam, Hedaia (IRQ) |
| 2018. július 11. 14:00 | 2×            | Jegyzőkönyv | 3× 2× 1×        | Hódos Imre Sportcsarnok, Debrecen Nézőszám: 50 Játékvezetők: Emam, Hedaia (IRQ) |

### A 13. helyért
| 2018. július 11. 16:15 | Japán       | 22–23       | Németország | Hódos Imre Sportcsarnok, Debrecen Játékvezetők: Rocha, Magalhães (BRA) |
| 2018. július 11. 16:15 | Nakajama 11 | (14–11)     | Zschocke 6  | Hódos Imre Sportcsarnok, Debrecen Játékvezetők: Rocha, Magalhães (BRA) |
| 2018. július 11. 16:15 | 3× 2×       | Jegyzőkönyv | 2× 1×       | Hódos Imre Sportcsarnok, Debrecen Játékvezetők: Rocha, Magalhães (BRA) |

### A 11. helyért
| 2018. július 11. 14:00 | Brazília   | 21–18       | Svédország        | Főnix Csarnok, Debrecen Nézőszám: 150 Játékvezetők: Al-Mawt, Al-Mahroon (BHR) |
| 2018. július 11. 14:00 | Nogueira 5 | (12–10)     | Scheuer Larsson 5 | Főnix Csarnok, Debrecen Nézőszám: 150 Játékvezetők: Al-Mawt, Al-Mahroon (BHR) |
| 2018. július 11. 14:00 | 3× 2×      | Jegyzőkönyv | 2× 2×             | Főnix Csarnok, Debrecen Nézőszám: 150 Játékvezetők: Al-Mawt, Al-Mahroon (BHR) |

### A 9. helyért
| 2018. július 11. 16:15 | Horvátország | 36–23       | Izland     | Főnix Csarnok, Debrecen Nézőszám: 50 Játékvezetők: Kulik, Nabokau (BLR) |
| 2018. július 11. 16:15 | Mrazović 9   | (17–11)     | Jacobsen 5 | Főnix Csarnok, Debrecen Nézőszám: 50 Játékvezetők: Kulik, Nabokau (BLR) |
| 2018. július 11. 16:15 | 1× 1×        | Jegyzőkönyv | 4× 2×      | Főnix Csarnok, Debrecen Nézőszám: 50 Játékvezetők: Kulik, Nabokau (BLR) |

## Egyenes kieséses szakasz

### Ágrajz
|  |               |               |               |               |            |                 |                 |               |               |               |            |            |            |  |  |       |       |       |
|  | Nyolcaddöntők | Nyolcaddöntők | Nyolcaddöntők |               |            | Negyeddöntők    | Negyeddöntők    | Negyeddöntők  |               |               | Elődöntők  | Elődöntők  | Elődöntők  |  |  | Döntő | Döntő | Döntő |
|  | Nyolcaddöntők | Nyolcaddöntők | Nyolcaddöntők |               |            | Negyeddöntők    | Negyeddöntők    | Negyeddöntők  |               |               | Elődöntők  | Elődöntők  | Elődöntők  |  |  | Döntő | Döntő | Döntő |
|  | július 10.    |               |               |               |            |                 |                 |               |               |               |            |            |            |  |  |       |       |       |
|  |               |               |               |               |            |                 |                 |               |               |               |            |            |            |  |  |       |       |       |
|  | B1            | Oroszország   | 32            |               |            |                 |                 |               |               |               |            |            |            |  |  |       |       |       |
|  | B1            | Oroszország   | 32            | július 11.    |            |                 |                 |               |               |               |            |            |            |  |  |       |       |       |
|  | A4            | Brazília      | 20            |               |            |                 |                 |               |               |               |            |            |            |  |  |       |       |       |
|  | A4            | Brazília      | 20            |               |            | Oroszország     | Oroszország     | 28            |               |               |            |            |            |  |  |       |       |       |
|  | július 10.    |               |               |               |            | Oroszország     | Oroszország     | 28            |               |               |            |            |            |  |  |       |       |       |
|  |               |               | Hollandia     | Hollandia     | 26         |                 |                 |               |               |               |            |            |            |  |  |       |       |       |
|  | D3            | Svédország    | Hollandia     | Hollandia     | 26         | 22              |                 |               |               |               |            |            |            |  |  |       |       |       |
|  | D3            | Svédország    |               |               |            | 22              | július 13.      |               |               |               |            |            |            |  |  |       |       |       |
|  | C2            | Hollandia     | 30            |               |            |                 |                 |               |               |               |            |            |            |  |  |       |       |       |
|  | C2            | Hollandia     | 30            |               |            | Oroszország     | Oroszország     | 23            |               |               |            |            |            |  |  |       |       |       |
|  | július 10.    |               |               |               |            | Oroszország     | Oroszország     | 23            |               |               |            |            |            |  |  |       |       |       |
|  |               |               | Norvégia      | Norvégia      | 30         |                 |                 |               |               |               |            |            |            |  |  |       |       |       |
|  | B3            | Izland        | Norvégia      | Norvégia      | 30         | 30              |                 |               |               |               |            |            |            |  |  |       |       |       |
|  | B3            | Izland        | július 11.    |               |            | 30              |                 |               |               |               |            |            |            |  |  |       |       |       |
|  | A2            | Norvégia      | 35            |               |            |                 |                 |               |               |               |            |            |            |  |  |       |       |       |
|  | A2            | Norvégia      | 35            |               |            | Norvégia (h.u.) | Norvégia (h.u.) | 27            |               |               |            |            |            |  |  |       |       |       |
|  | július 10.    |               |               |               |            | Norvégia (h.u.) | Norvégia (h.u.) | 27            |               |               |            |            |            |  |  |       |       |       |
|  |               |               | Franciaország | Franciaország | 26         |                 |                 |               |               |               |            |            |            |  |  |       |       |       |
|  | D1            | Franciaország | Franciaország | Franciaország | 26         | 29              |                 |               |               |               |            |            |            |  |  |       |       |       |
|  | D1            | Franciaország |               |               |            | 29              | július 14.      |               |               |               |            |            |            |  |  |       |       |       |
|  | D4            | Japán         | 25            |               |            |                 |                 |               |               |               |            |            |            |  |  |       |       |       |
|  | D4            | Japán         | 25            |               |            | Norvégia        | Norvégia        | 22            |               |               |            |            |            |  |  |       |       |       |
|  | július 10.    |               |               |               |            | Norvégia        | Norvégia        | 22            |               |               |            |            |            |  |  |       |       |       |
|  |               |               | Magyarország  | Magyarország  | 28         |                 |                 |               |               |               |            |            |            |  |  |       |       |       |
|  | C3            | Románia       | Magyarország  | Magyarország  | 28         | 28              |                 |               |               |               |            |            |            |  |  |       |       |       |
|  | C3            | Románia       | július 11.    |               |            | 28              |                 |               |               |               |            |            |            |  |  |       |       |       |
|  | D2            | Horvátország  | 25            |               |            |                 |                 |               |               |               |            |            |            |  |  |       |       |       |
|  | D2            | Horvátország  | 25            |               |            | Románia         | Románia         | 26            |               |               |            |            |            |  |  |       |       |       |
|  | július 10.    |               |               |               |            | Románia         | Románia         | 26            |               |               |            |            |            |  |  |       |       |       |
|  |               |               | Magyarország  | Magyarország  | 31         |                 |                 |               |               |               |            |            |            |  |  |       |       |       |
|  | A1            | Magyarország  | Magyarország  | Magyarország  | 31         | 31              |                 |               |               |               |            |            |            |  |  |       |       |       |
|  | A1            | Magyarország  |               |               |            | 31              | július 13.      |               |               |               |            |            |            |  |  |       |       |       |
|  | B4            | Szlovénia     | 17            |               |            |                 |                 |               |               |               |            |            |            |  |  |       |       |       |
|  | B4            | Szlovénia     | 17            |               |            | Magyarország    | Magyarország    | 30            |               |               |            |            |            |  |  |       |       |       |
|  | július 10.    |               |               |               |            | Magyarország    | Magyarország    | 30            |               |               |            |            |            |  |  |       |       |       |
|  |               |               | Dél-Korea     | Dél-Korea     | 25         |                 |                 | Bronzmérkőzés | Bronzmérkőzés | Bronzmérkőzés |            |            |            |  |  |       |       |       |
|  | A3            | Montenegró    | Dél-Korea     | Dél-Korea     | 25         | 23              |                 |               |               | Bronzmérkőzés |            |            |            |  |  |       |       |       |
|  | A3            | Montenegró    |               |               | július 11. | július 11.      | július 11.      |               |               |               | július 14. | július 14. | július 14. |  |  |       |       |       |
|  | B2            | Dél-Korea     | 28            |               | július 11. | július 11.      | július 11.      |               |               |               | július 14. | július 14. | július 14. |  |  |       |       |       |
|  | B2            | Dél-Korea     | 28            |               |            | Dél-Korea       | Dél-Korea       | 24            | Oroszország   | Oroszország   | 27         |            |            |  |  |       |       |       |
|  | július 10.    |               |               |               |            | Dél-Korea       | Dél-Korea       | 24            | Oroszország   | Oroszország   | 27         |            |            |  |  |       |       |       |
|  |               |               | Dánia         | Dánia         | 16         |                 |                 | Dél-Korea     | Dél-Korea     | 29            |            |            |            |  |  |       |       |       |
|  | C1            | Dánia         | Dánia         | Dánia         | 16         | 25              |                 | Dél-Korea     | Dél-Korea     | 29            |            |            |            |  |  |       |       |       |
|  | C1            | Dánia         |               |               |            |                 |                 |               |               |               |            |            |            |  |  |       |       |       |
|  | D4            | Németország   | 24            |               |            |                 |                 |               |               |               |            |            |            |  |  |       |       |       |
|  | D4            | Németország   | 24            |               |            |                 |                 |               |               |               |            |            |            |  |  |       |       |       |

### Nyolcaddöntők
| 2018. július 10. 14:00 | Oroszország     | 32–20       | Brazília   | Főnix Csarnok, Debrecen Nézőszám: 300 Játékvezetők: Cheng, Zhou (CHN) |
| 2018. július 10. 14:00 | három játékos 4 | (16–10)     | Paizinho 5 | Főnix Csarnok, Debrecen Nézőszám: 300 Játékvezetők: Cheng, Zhou (CHN) |
| 2018. július 10. 14:00 | 5× 2×           | Jegyzőkönyv | 4× 2×      | Főnix Csarnok, Debrecen Nézőszám: 300 Játékvezetők: Cheng, Zhou (CHN) |

| 2018. július 10. 14:00 | Románia | 28–25       | Horvátország | Hódos Imre Sportcsarnok, Debrecen Nézőszám: 150 Játékvezetők: Álvarez, Bustamante (ESP) |
| 2018. július 10. 14:00 | Tîrcă 8 | (18–12)     | Mrazović 8   | Hódos Imre Sportcsarnok, Debrecen Nézőszám: 150 Játékvezetők: Álvarez, Bustamante (ESP) |
| 2018. július 10. 14:00 | 5× 2×   | Jegyzőkönyv | 5× 3×        | Hódos Imre Sportcsarnok, Debrecen Nézőszám: 150 Játékvezetők: Álvarez, Bustamante (ESP) |

| 2018. július 10. 16:15 | Svédország        | 22–30       | Hollandia               | Főnix Csarnok, Debrecen Nézőszám: 150 Játékvezetők: Sosa, Lemes (URU) |
| 2018. július 10. 16:15 | Thorleifsdóttir 6 | (12–14)     | Freriks, Van Wetering 6 | Főnix Csarnok, Debrecen Nézőszám: 150 Játékvezetők: Sosa, Lemes (URU) |
| 2018. július 10. 16:15 | 3× 3×             | Jegyzőkönyv | 4× 1×                   | Főnix Csarnok, Debrecen Nézőszám: 150 Játékvezetők: Sosa, Lemes (URU) |

| 2018. július 10. 16:15 | Magyarország | 31–17       | Szlovénia | Hódos Imre Sportcsarnok, Debrecen Nézőszám: 3200 Játékvezetők: Merz, Schilha (GER) |
| 2018. július 10. 16:15 | Klujber 7    | (12–10)     | Lovšin 8  | Hódos Imre Sportcsarnok, Debrecen Nézőszám: 3200 Játékvezetők: Merz, Schilha (GER) |
| 2018. július 10. 16:15 | 3× 1×        | Jegyzőkönyv | 2×        | Hódos Imre Sportcsarnok, Debrecen Nézőszám: 3200 Játékvezetők: Merz, Schilha (GER) |

| 2018. július 10. 18:30 | Izland      | 30–35       | Norvégia             | Főnix Csarnok, Debrecen Nézőszám: 150 Játékvezetők: Emam, Hedaia (IRQ) |
| 2018. július 10. 18:30 | Thompson 10 | (15–15)     | Ellertsen, Reistad 7 | Főnix Csarnok, Debrecen Nézőszám: 150 Játékvezetők: Emam, Hedaia (IRQ) |
| 2018. július 10. 18:30 | 3× 3×       | Jegyzőkönyv | 4× 2×                | Főnix Csarnok, Debrecen Nézőszám: 150 Játékvezetők: Emam, Hedaia (IRQ) |

| 2018. július 10. 18:30 | Montenegró | 23–28       | Dél-Korea | Hódos Imre Sportcsarnok, Debrecen Nézőszám: 125 Játékvezetők: Al-Mawt, Al-Mahroon (BHR) |
| 2018. július 10. 18:30 | Đoković 8  | (11–16)     | Song 7    | Hódos Imre Sportcsarnok, Debrecen Nézőszám: 125 Játékvezetők: Al-Mawt, Al-Mahroon (BHR) |
| 2018. július 10. 18:30 | 1× 2×      | Jegyzőkönyv | 4× 2×     | Hódos Imre Sportcsarnok, Debrecen Nézőszám: 125 Játékvezetők: Al-Mawt, Al-Mahroon (BHR) |

| 2018. július 10. 20:45 | Franciaország | 29–25       | Japán      | Főnix Csarnok, Debrecen Nézőszám: 95 Játékvezetők: Năstase, Stancu (ROU) |
| 2018. július 10. 20:45 | Blonbou 8     | (14–13)     | Nakajama 9 | Főnix Csarnok, Debrecen Nézőszám: 95 Játékvezetők: Năstase, Stancu (ROU) |
| 2018. július 10. 20:45 | 4× 3×         | Jegyzőkönyv | 1×         | Főnix Csarnok, Debrecen Nézőszám: 95 Játékvezetők: Năstase, Stancu (ROU) |

| 2018. július 10. 20:45 | Dánia   | 25–24       | Németország | Hódos Imre Sportcsarnok, Debrecen Nézőszám: 300 Játékvezetők: Antić, Jakovljević (SRB) |
| 2018. július 10. 20:45 | Friis 9 | (9–12)      | Zschocke 8  | Hódos Imre Sportcsarnok, Debrecen Nézőszám: 300 Játékvezetők: Antić, Jakovljević (SRB) |
| 2018. július 10. 20:45 | 4× 2×   | Jegyzőkönyv | 4× 1×       | Hódos Imre Sportcsarnok, Debrecen Nézőszám: 300 Játékvezetők: Antić, Jakovljević (SRB) |

### Negyeddöntők
| 2018. július 11. 18:30 | Magyarország    | 31–25       | Románia         | Főnix Csarnok, Debrecen Nézőszám: 4000 Játékvezetők: Sosa, Lemes (BRA) |
| 2018. július 11. 18:30 | három játékos 6 | (14–17)     | három játékos 7 | Főnix Csarnok, Debrecen Nézőszám: 4000 Játékvezetők: Sosa, Lemes (BRA) |
| 2018. július 11. 18:30 | 4× 2×           | Jegyzőkönyv | 6×              | Főnix Csarnok, Debrecen Nézőszám: 4000 Játékvezetők: Sosa, Lemes (BRA) |

| 2018. július 11. 18:30 | Oroszország | 28–26       | Hollandia      | Hódos Imre Sportcsarnok, Debrecen Nézőszám: 450 Játékvezetők: Belkhiri, Hamidi (ALG) |
| 2018. július 11. 18:30 | Tazsenova 9 | (14–14)     | Van Wetering 7 | Hódos Imre Sportcsarnok, Debrecen Nézőszám: 450 Játékvezetők: Belkhiri, Hamidi (ALG) |
| 2018. július 11. 18:30 | 6× 2×       | Jegyzőkönyv | 6× 2×          | Hódos Imre Sportcsarnok, Debrecen Nézőszám: 450 Játékvezetők: Belkhiri, Hamidi (ALG) |

| 2018. július 11. 20:45 | Dél-Korea | 24–16       | Dánia   | Főnix Csarnok, Debrecen Nézőszám: 300 Játékvezetők: Álvarez, Bustamante (ESP) |
| 2018. július 11. 20:45 | Song 9    | (11–7)      | Friis 5 | Főnix Csarnok, Debrecen Nézőszám: 300 Játékvezetők: Álvarez, Bustamante (ESP) |
| 2018. július 11. 20:45 | 1× 2×     | Jegyzőkönyv | 4×      | Főnix Csarnok, Debrecen Nézőszám: 300 Játékvezetők: Álvarez, Bustamante (ESP) |

| 2018. július 11. 20:45 | Norvégia  | 27–26       | Franciaország | Hódos Imre Sportcsarnok, Debrecen Nézőszám: 221 Játékvezetők: Antić, Jakovljević (SRB) |
| 2018. július 11. 20:45 | Reistad 7 | (11–13)     | Ekoh 8        | Hódos Imre Sportcsarnok, Debrecen Nézőszám: 221 Játékvezetők: Antić, Jakovljević (SRB) |
| 2018. július 11. 20:45 | 3× 2×     | Jegyzőkönyv | 2× 1×         | Hódos Imre Sportcsarnok, Debrecen Nézőszám: 221 Játékvezetők: Antić, Jakovljević (SRB) |

### Az 5–8. helyért
| 2018. július 13. 12:30 | Hollandia       | 29–23       | Franciaország | Főnix Csarnok, Debrecen Nézőszám: 150 Játékvezetők: Kulik, Nabokau (BLR) |
| 2018. július 13. 12:30 | Van Wetering 12 | (17–13)     | Blonbou 7     | Főnix Csarnok, Debrecen Nézőszám: 150 Játékvezetők: Kulik, Nabokau (BLR) |
| 2018. július 13. 12:30 | 3× 1×           | Jegyzőkönyv | 1× 2×         | Főnix Csarnok, Debrecen Nézőszám: 150 Játékvezetők: Kulik, Nabokau (BLR) |

| 2018. július 13. 15:00 | Románia | 20–29       | Dánia    | Főnix Csarnok, Debrecen Nézőszám: 180 Játékvezetők: Belkhiri, Hamidi (ALG) |
| 2018. július 13. 15:00 | Tecar 6 | (11–13)     | Hagesø 6 | Főnix Csarnok, Debrecen Nézőszám: 180 Játékvezetők: Belkhiri, Hamidi (ALG) |
| 2018. július 13. 15:00 | 1× 2×   | Jegyzőkönyv | 3× 1×    | Főnix Csarnok, Debrecen Nézőszám: 180 Játékvezetők: Belkhiri, Hamidi (ALG) |

### Elődöntők
| 2018. július 13. 17:30 | Oroszország | 23–30       | Norvégia  | Főnix Csarnok, Debrecen Nézőszám: 1500 Játékvezetők: Álvarez, Bustamante (ESP) |
| 2018. július 13. 17:30 | Tazsenova 6 | (12–14)     | Reistad 7 | Főnix Csarnok, Debrecen Nézőszám: 1500 Játékvezetők: Álvarez, Bustamante (ESP) |
| 2018. július 13. 17:30 | 5× 2×       | Jegyzőkönyv | 5× 2×     | Főnix Csarnok, Debrecen Nézőszám: 1500 Játékvezetők: Álvarez, Bustamante (ESP) |

| 2018. július 13. 20:00 | Magyarország | 30–25       | Dél-Korea | Főnix Csarnok, Debrecen Nézőszám: 5000 Játékvezetők: Antić, Jakovljević (SRB) |
| 2018. július 13. 20:00 | Háfra 7      | (14–11)     | Kim 6     | Főnix Csarnok, Debrecen Nézőszám: 5000 Játékvezetők: Antić, Jakovljević (SRB) |
| 2018. július 13. 20:00 | 6× 1×        | Jegyzőkönyv | 4× 4×     | Főnix Csarnok, Debrecen Nézőszám: 5000 Játékvezetők: Antić, Jakovljević (SRB) |

### A 7. helyért
| 2018. július 14. 12:30 | Franciaország | 30–24       | Románia   | Főnix Csarnok, Debrecen Nézőszám: 200 Játékvezetők: Al-Mawt, Al-Mahroon (BHR) |
| 2018. július 14. 12:30 | Blonbou 6     | (16–11)     | Severin 6 | Főnix Csarnok, Debrecen Nézőszám: 200 Játékvezetők: Al-Mawt, Al-Mahroon (BHR) |
| 2018. július 14. 12:30 | 2× 3×         | Jegyzőkönyv | 6× 2×     | Főnix Csarnok, Debrecen Nézőszám: 200 Játékvezetők: Al-Mawt, Al-Mahroon (BHR) |

### Az 5. helyért
| 2018. július 14. 15:00 | Hollandia  | 32–28       | Dánia     | Főnix Csarnok, Debrecen Nézőszám: 200 Játékvezetők: Năstase, Stancu (ROU) |
| 2018. július 14. 15:00 | Freriks 12 | (16–14)     | Jensen 10 | Főnix Csarnok, Debrecen Nézőszám: 200 Játékvezetők: Năstase, Stancu (ROU) |
| 2018. július 14. 15:00 | 4× 1×      | Jegyzőkönyv | 1×        | Főnix Csarnok, Debrecen Nézőszám: 200 Játékvezetők: Năstase, Stancu (ROU) |

### Bronzmérkőzés
| 2018. július 14. 17:30 | Oroszország                 | 27–29       | Dél-Korea | Főnix Csarnok, Debrecen Nézőszám: 2300 Játékvezetők: Merz, Schilha (GER) |
| 2018. július 14. 17:30 | Mikhaylichenko, Tazhenova 7 | (13–10)     | Song 11   | Főnix Csarnok, Debrecen Nézőszám: 2300 Játékvezetők: Merz, Schilha (GER) |
| 2018. július 14. 17:30 | 2× 2×                       | Jegyzőkönyv | 6×        | Főnix Csarnok, Debrecen Nézőszám: 2300 Játékvezetők: Merz, Schilha (GER) |

### Döntő
| 2018. július 14. 20:00 | Norvégia  | 22–28       | Magyarország     | Főnix Csarnok, Debrecen Nézőszám: 6500 Játékvezetők: Sosa, Lemes (URU) |
| 2018. július 14. 20:00 | Reistad 7 | (12–10)     | Háfra, Klujber 8 | Főnix Csarnok, Debrecen Nézőszám: 6500 Játékvezetők: Sosa, Lemes (URU) |
| 2018. július 14. 20:00 | 4× 1×     | Jegyzőkönyv | 2× 2×            | Főnix Csarnok, Debrecen Nézőszám: 6500 Játékvezetők: Sosa, Lemes (URU) |

| A 2018-as junior női kézilabda-világbajnokság győztese |
| ------------------------------------------------------ |
| · Magyarország · 1. cím                                |

## Végeredmény
| Helyezés  | Csapat        |
| --------- | ------------- |
| Aranyérem | Magyarország  |
| Ezüstérem | Norvégia      |
| Bronzérem | Dél-Korea     |
| 4.        | Oroszország   |
| 5.        | Hollandia     |
| 6.        | Dánia         |
| 7.        | Franciaország |
| 8.        | Románia       |
| 9.        | Horvátország  |
| 10.       | Izland        |
| 11.       | Brazília      |
| 12.       | Svédország    |
| 13.       | Németország   |
| 14.       | Japán         |
| 15.       | Szlovénia     |
| 16.       | Montenegró    |
| 17.       | Spanyolország |
| 18.       | Portugália    |
| 19.       | Angola        |
| 20.       | Chile         |
| 21.       | Kína          |
| 22.       | Paraguay      |
| 23.       | Egyiptom      |

## Díjak

### All-Star csapat
| Poszt      | Játékos                 |
| ---------- | ----------------------- |
| Kapus      | Polina Kaplina (RUS)    |
| Jobbszélső | Faluvégi Dorottya (HUN) |
| Jobbátlövő | Line Ellertsen (NOR)    |
| Irányító   | Henny Reistad (NOR)     |
| Balátlövő  | Háfra Noémi (HUN)       |
| Balszélső  | Emma Friis (DEN)        |
| Beálló     | Pásztor Noémi (HUN)     |

### Egyéni díjak
| Díj                     | Játékos                        |
| ----------------------- | ------------------------------ |
| A legértékesebb játékos | Szong Hje Szu (KOR)            |
| Gólkirálynő             | Helena Paulo (Angola) (73 gól) |

Forrás: